# Marie Paul de Scépeaux de Bois-Guignot
Marie Paul de Scépeaux de Bois-Guignot   (Angers, 19 de setembre de 1768 - Angers, 28 d'octubre de 1821) fou un cap de Chouan, durant la Revolució Francesa, general de l'exèrcit catòlic i real de Maine, Anjou i Alta Bretanya el 1795.
Fill de Mathieu de Scépeaux du Bois-Guignot i Marie-Louise Greffier, pertanyia a la darrera branca supervivent de la família Scépeaux, que va acabar el 1855.
Funcionari de cavalleria, fou un dels caps de la chouannerie de Maine. Va pertànyer a la sucursal de Cherbonnerie a Ballots. Era cunyat de Charles de Bonchamps. Va participar en el viatge a Gir de galerna al capdavant d'una empresa Angevin sota les ordres d'Autichamp. Invertit en un comandament important a l'exèrcit de la Vendée, després de la batalla de Le Mans, on fou ferit, va organitzar la Chouannerie a la riba dreta del Loira (1794-1796) i a l'estiu de 1794 va comandar als chouans del la meitat nord d'Anjou. Va participar en la negociació el Tractat de Mabilais el 19 d'abril de 1795.
La seva autoritat nominal es va estendre per la major part del departament de Mayenne, però la seva acció gairebé no supera els límits d'Anjou. Tot i això, parla amb els caps de Bas-Maine. Els seus diputats eren el comte de Châtillon (segon al comandament des de 1795), el comte Louis de Bourmont (general major), el cavaller Louis d'Andigné (adjutant general a partir de 1795), el cavaller Prosper Turpin de Crissé (inspector general) i Pierre-Michel Gourlet (comandant general de la cavalleria). La seva seu principal està a l'Abadia de Pontron, a prop de Candé.
Té la seva autoritat directa:
- 2 divisions de Mayenne Angevine, la de Michel-Louis Lecomte a Craon i la de Joseph-Juste Coquereau a Château-Gontier,
- 3 divisions de Bas-Maine, les de Jambe d'Argent a prop de Nuillé-sur-Vicoin, de Michel Jacquet dit Taillefer, després Claude-Augustin Tercier a prop de Vaiges i Guillaume Le Métayer dit Rochambeau a prop de Villaines-la-Juhel,
- 5 divisions més es troben a Maine-et-Loire.

Va establir la seva seu al "Château de Bourmont", a Freigné, a principis de 1795. Després va negociar la pau a través dels seus caps subordinats amb el representant Delaunay el 29 de Florida l'any III (18 de maig de 1795) al districte de Châteauneuf-sur-Sarthe. El 19 de juliol de 1795, se’n va a París amb Béjarry amb el pretext de la pacificació; a la fi de 1795 i principis de l'any 1796, també va manar, en particular, al cap de la divisió Taillefer continuació Tercier; va ser titulat general en cap de l'exèrcit d'Anjou a principis de 1796, 14 de maig de 1796, a Angers, signa la seva tramesa a Hoche.
Al castell de Martigné, a Saint-Denis-d'Anjou, els seus divisionaris (Bourmont, Tercier, Gaullier i els principals oficials de la seva divisió) van deposar les armes 16 de maig de 1796. És aliè al moviment de 1799.
Va servir a l'exèrcit sota l'Imperi i es va convertir en mariscal de camp sota la restauració. És un Chevalier de Saint-Louis, i oficial de la Legió d'Honor.
Va morir a Angers 28 d'octubre de 1821.